# John-John
John-John est la quinzième histoire de la série Benoît Brisefer de Thierry Culliford, Frédéric Jannin et Pascal Garray. Elle est publiée pour la première fois en album en 2004.